# Moncorona
Moncorona (in sloveno Kromberk; in friulano Clomperc; in tedesco Kronberg, desueto) è un paese della Slovenia, località del comune di Nova Gorica. È sede di una delle 19 comunità locali in cui è suddiviso il comune.

## Nome
Il nome sloveno deriva dal cognome nobile Kronberg, Coronini. Il cognome italiano, che tradotto deriva da Corona è stato successivamente tradotto come Kron  a cui è stato aggiunto il suffisso -berc, -berg 'montagna'.

## Storia
Durante il dominio asburgico fu comune catastale autonomo, comprendendo anche il vicino centro di Locca (Loke). In seguito, già nel XIX secolo, il comune venne soppresso e il suo capoluogo fu aggregato a quello di Salcano (Solkan), mentre la parte meridionale dell'ex territorio comunale venne aggregata alla città di Gorizia. In quest'epoca la località era nota con i toponimi di Cromberg (poi Cronberg) o Kronberg. A livello regionale fece parte, come l'intera regione circostante, dapprima della Contea di Gorizia e Gradisca, e successivamente anche del Litorale austriaco.

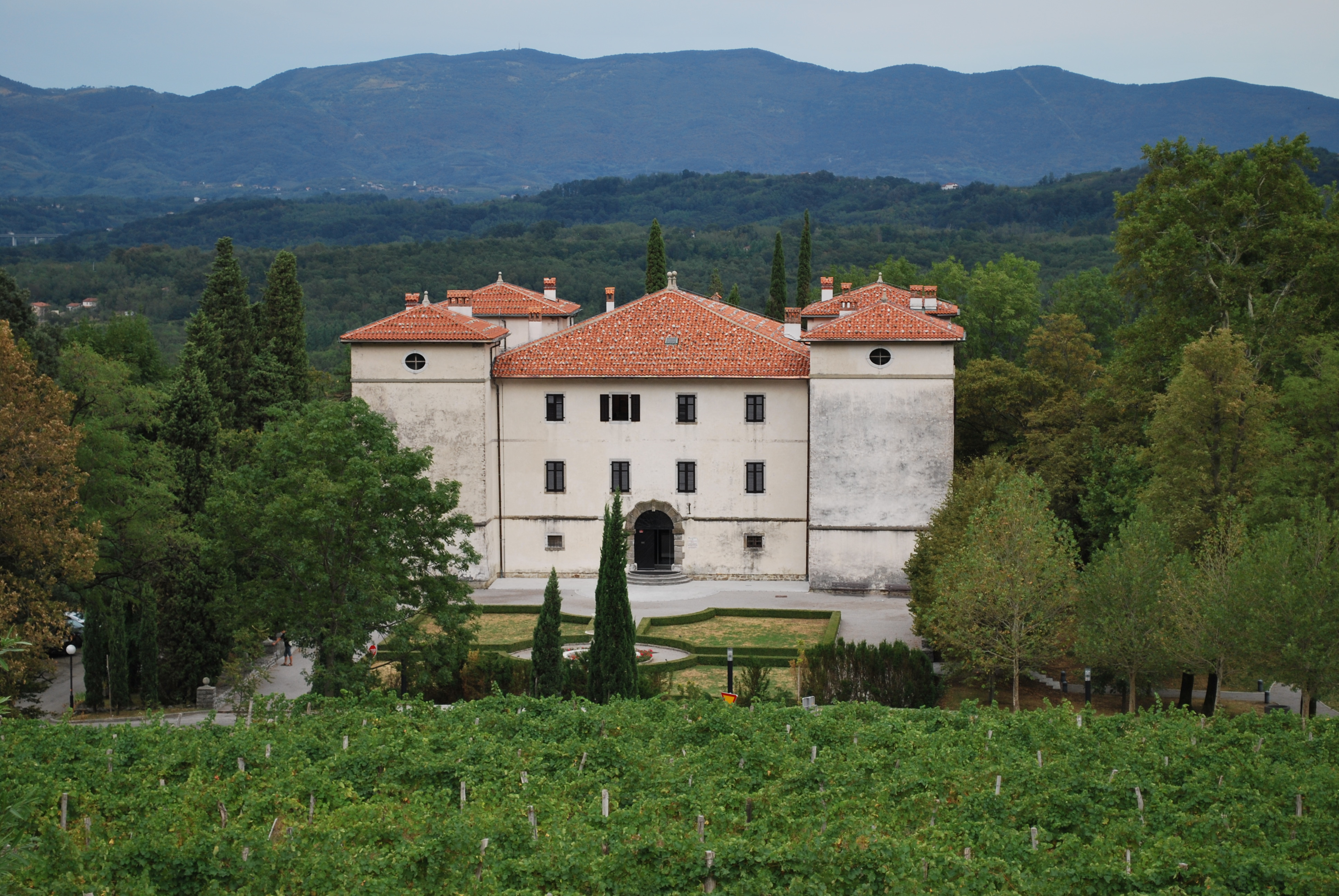
Il castello di Kromberk

Nel 1920, in seguito alla prima guerra mondiale e al Trattato di Rapallo, l'intera area venne annessa al Regno d'Italia e Cronberg venne italianizzata in Moncorona. Dal punto di vista amministrativo continuò inizialmente a fare parte del comune di Salcano, inquadrato nella provincia del Friuli. Nel 1927 però il comune di Salcano venne soppresso e Moncorona assieme all'ex capoluogo entrò a far parte del comune di Gorizia, che lo stesso anno divenne capoluogo della provincia omonima.
Nel 1947, in seguito alla seconda guerra mondiale e al Trattato di Parigi, Moncorona fu tra i territori che vennero ceduti alla Jugoslavia. La località, inquadrata ora nel comune di Nova Gorica, assunse il toponimo sloveno di Kromberk. Dal 1991 è parte della Repubblica di Slovenia.